# Sarophorus nitidus
Sarophorus nitidus là một loài bọ cánh cứng trong họ Bọ hung (Scarabaeidae).